# خورخه ریورا
خورخه ریورا (انگلیسی: Jorge Rivera؛ زادهٔ ۱۹۷۲) ورزشکار هنرهای رزمی ترکیبی و پرسنل نظامی اهل ایالات متحده آمریکا است. وی بین سال‌های ۲۰۰۱ تا ۲۰۱۲ میلادی فعالیت می‌کرد.